# Jenever

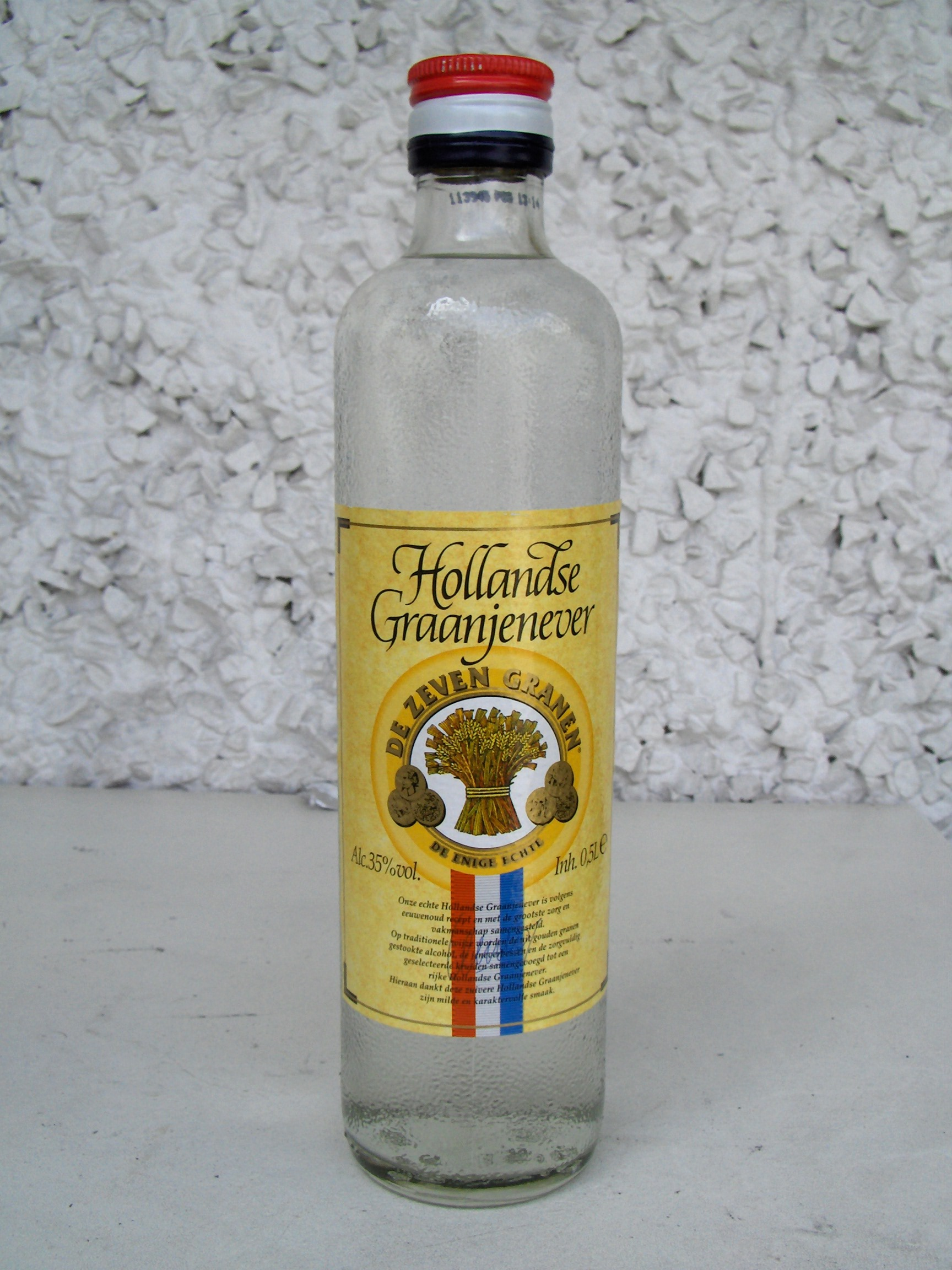
Hollandse Graanjenever

Jenever (Genievre, Jenever) – gin o bardzo gęstej konsystencji, produkowany z melasy z dodatkiem szyszkojagód jałowca pospolitego. Jest to tradycyjny napój alkoholowy w Holandii i Flandrii. W XVI wieku był stosowany w medycynie.